# Station Mastenbroek
Station Mastenbroek was een spoorwegstation aan het Kamperlijntje. Het lag in Mastenbroek en werd geopend op 10 mei 1865. In 1933 werd het station opgeheven.
Het station lag ter hoogte van kilometer 94 aan de Breesteeg. Deze straat heet tegenwoordig Stuurmansweg.
Zwolle (NCS) ·
Veerallee ·
Zwolle Veerallee · 
Zwolle Voorsterpoort ·
Zwolle Stadshagen ·
Zwolle Werkeren ·
Mastenbroek ·
Kampen Oost ·
Kampen
Almelo · 
-De Riet · 
Borne · 
Daarlerveen · 
Dalfsen · 
Delden · 
Deventer · 
-Colmschate · 
Enschede · 
-De Eschmarke · 
-Kennispark · 
Glanerbrug · 
Goor · 
Gramsbergen · 
Hardenberg · 
Heino · 
Hengelo · 
-Gezondheidspark ·
-Oost · 
Holten · 
Kampen · 
-Zuid ·
Mariënberg · 
Nijverdal · 
Oldenzaal ·
Olst · 
Ommen · 
Raalte ·
Rijssen · 
Steenwijk · 
Vriezenveen · 
Vroomshoop · 
Wierden · 
Wijhe · 
Zwolle · 
-Stadshagen
Stations van de Museum Buurtspoorweg:
Haaksbergen · Zoutindustrie · Boekelo

Voormalige stations: zie de lijst van voormalige spoorwegstations in Overijssel